# Akkoord van Québec
Het Akkoord van Québec is een overeenkomst tussen het Verenigd Koninkrijk en de Verenigde Staten van Amerika waarin de regulering is opgetekend omtrent de kennis van nucleaire energie en kernwapens. Het werd getekend door Winston Churchill en Franklin Delano Roosevelt op 19 augustus 1943 in Québec, Canada.
De Britse overheid was de eerste die zich realiseerde dat een dergelijke overeenkomst nodig was. Ze waren zich bewust van hun eigen kennis van kernenergie en wisten dat ze capabel genoeg waren om een kernwapen te produceren. Het enige probleem was dat ze tijdens de Tweede Wereldoorlog niet genoeg mankracht en materiaal ter beschikking hadden om dit project te realiseren. Enkel de Verenigde Staten beschikte over de brede technologische basis in wetenschap en wiskunde, de enorme hoeveelheid grondstoffen, opgeleid personeel en een industriële infrastructuur die het mogelijk zou maken om kernwapens te produceren. Winston Churchill kreeg het advies om een Brits-Amerikaans atoombom-project op poten te zetten. In juli 1943 werden er enkele misverstanden over de Britse motieven opgeklaard waarna de overeenkomst werd opgetekend.
Nadat de overeenkomst getekend was, overhandigde het Verenigd Koninkrijk al zijn materialen aan de Verenigde Staten van Amerika en als wederdienst kregen ze alle kopieën van de rapporten die naar de president werden gestuurd. Het Britse atoomproject werd opgenomen in het Manhattanproject, hierdoor emigreerde een grote groep van Britse en Canadese wetenschappers naar de Verenigde Staten.
Een onderdeel van het Akkoord van Québec behandelt de afspraken en voorwaarden omtrent de samenwerking tussen de vertegenwoordigers van de Verenigde Staten van Amerika en het Verenigd Koninkrijk. De samenwerking tussen deze twee partijen moest ervoor zorgen dat grondstoffen uitgewisseld konden worden en er werd alles aan gedaan om het project te verbeteren.
De vertegenwoordigers gingen akkoord met de volgende voorwaarden:
- We zullen nooit elkaar aanvallen.
- We zullen nooit derden aanvallen zonder elkanders toestemming.
- We zullen nooit informatie verschaffen aan derden zonder wederzijdse toestemming.

De overeenkomst zorgde ook voor een overkoepelend orgaan, dat bestond uit Canadese, Britse en Amerikaanse vertegenwoordigers die de wapenontwikkeling in de gaten hielden. Dit overkoepelend orgaan besliste ook over eventuele naoorlogse voordelen van industriële of commerciële aard.
Er ontstonden spanningen in 1944, toen aan de Verenigde Staten werd bekendgemaakt dat het Verenigd Koninkrijk al een geheime overeenkomst had gesloten met Hans von Halban omtrent informatie-uitwisseling met Frankrijk na de oorlog in ruil voor vrij gebruik van patenten die betrekking hebben tot nucleaire reactors. De Verenigde Staten claimden dat dit in strijd ging met de derde voorwaarde van de overeenkomst. Hierdoor heeft Winston Churchill de plannen met Hans von Halban stopgezet om de Verenigde Staten aan hun kant te houden.
Na de oorlog werd het Verenigd Koninkrijk uitgesloten van het nucleaire onderzoek van Amerika. Dit kwam door de Atomic Energy Act of 1946. Via deze weg creëerden de VS hun eigen kernprogramma met de kennis die ze hadden opgedaan door middel van het Manhattanproject.